# Pagodaseregély
A pagodaseregély (Sturnia pagodarum)  a madarak osztályának verébalakúak (Passeriformes) rendjébe és a seregélyfélék (Sturnidae) családjába tartozó faj.

## Rendszerezése
A fajt Johann Friedrich Gmelin német természettudós írta le 1789-ben, a Turdus nembe Turdus pagodarum néven. Sorolták a Sturnus nembe Sturnus pagodarum néven és a Temenuchus nembe Temenuchus pagodarum néven is.

## Előfordulása
Afganisztán, Banglades, Bhután, az Egyesült Arab Emírségek, India, Kína, Mianmar, Nepál, Omán, Pakisztán, Srí Lanka és Thaiföld területén honos. 
Természetes élőhelyei a szubtrópusi és trópusi száraz erdők és cserjések, valamint ültetvények és szántóföldek. Állandó, nem vonuló faj.

## Megjelenése
Testhossza 20 centiméter, testtömege 40-54 gramm. Fejének felső része fekete. A nemek hasonlóak.
|  |  |

## Életmódja
Rovarokat és gyümölcsöt eszik.

## Szaporodása
Fészekalja 3-4 tojásból áll.

## Természetvédelmi helyzete
Az elterjedési területe rendkívül nagy, egyedszáma pedig ismeretlen. A Természetvédelmi Világszövetség Vörös listáján nem fenyegetett fajként szerepel.